# København (Schiff)
Die dänische stählerne Fünfmastbark København war das viertgrößte und letzte Schiff dieser Takelung in der Welthandelsflotte (wenn man von dem Neubau Golden Horizon absieht). Die København diente bis zu ihrem ungeklärten Verschwinden als Segelschulschiff.

## Geschichte
Die København lief am 24. März 1921 auf der Werft von Messrs. Ramage & Ferguson, Leith, Schottland, vom Stapel. Der erste für dieses Schiff bestimmte Rumpf war bereits 1915 vom Stapel gelaufen, wurde jedoch im Ersten Weltkrieg 1918 von der britischen Admiralität beschlagnahmt und als Kohlenhulk Black Dragon in Gibraltar eingesetzt. Nach Indienststellung am 26. Oktober 1921 wurde das Schiff mit dem Heimathafen Kopenhagen als Segelschulschiff zur Ausbildung des ausschließlich dänischen Offiziersnachwuchses im Frachtverkehr, meist im Weizentransport, von der dänischen Reederei Det Østasiatiske Kompagni zwischen Europa, Südamerikas Ostküste, Ostasien und Australien eingesetzt. Die Jungfernfahrt der København führte sie vom 26. Oktober 1921 bis 7. November 1922 nach San Francisco und zurück; insgesamt machte sie zehn Reisen, davon einige Weltumsegelungen. Erster Schiffsführer war Fregattenkapitän und Technischer Direktor der Kompanie (dän. Kommandørkaptajn  og Teknisk Direktør) Baron Niels Juel-Brockdorff, es folgten L. Mortensen, H. F. Christiansen und Hans Ferdinand Andersen, der schon auf den vorangegangenen Fahrten als erster Offizier auf dem Schiff gedient hatte und zum Zeitpunkt des Untergangs 35 Jahre alt war.
Der Dienst auf dem Schiff galt als besondere Ehre, nur die besten Schüler, die zuvor auf dem Segelschulschiff Georg Stage gedient hatten, wurden angenommen.
Der Matrose Herbert Thiesen aus Langør nahm an der vorletzten Reise des Schulschiffs teil und ging im Frühjahr 1928 von Bord. Er baute danach ein Schiffsmodell der København, das 1933 in der Kirche von Langør aufgehängt wurde.

### Verlust
Auf ihrer letzten Fahrt war die København mit Ladung von Dänemark nach Buenos Aires unterwegs gewesen, hatte dort jedoch keine neue Ladung bekommen und fuhr deshalb nur mit Ballast nach Südaustralien, wo sie im Spencer-Golf Getreide aufnehmen sollte. Am 14. Dezember 1928 verließ das Schiff Buenos Aires. An Bord waren 60 Mann Besatzung, darunter 45 Kadetten, die im Mittel 17,5 Jahre alt waren. Auch sonst war die Besatzung jung, der Älteste und Einzige über 40 war der Maschinenassistent mit 43 Jahren. Ein Kadett musste aus persönlichen Gründen in Buenos Aires das Schiff verlassen und bestätigte später, dass der Ballast (neben Wasser auch 700 Tonnen Sand) korrekt und sicher verstaut wurde. Die København nahm wie üblich die Westwindroute im Bereich der Roaring Forties zwischen dem 42. und 43. südlichen Breitengrad. Die Reise von Buenos Aires nach Australien auf dieser Route sollte im Mittel 42 bis 50, maximal 55 Tage dauern. Von Australien aus wollte man um das Kap Hoorn nach Europa zurückkehren. Die letzten verzeichneten Kontakte waren am 17. Dezember mit dem Dampfer Arizona 400 Seemeilen östlich von Montevideo und am 21. oder 22. Dezember 1928 mit der City of Auckland der Hall-Linie Liverpool und der William Blumer der Reederei C. H. Sørensen, Arendal. Nachdem danach keine weiteren Erkenntnisse über ihren Verbleib bekannt wurden, wurde eine groß angelegte Suchaktion im Südatlantik bis in die Antarktis gestartet, sie erbrachte allerdings kein Ergebnis. Dabei wurden mit eigens gecharterten Schiffen wie der Deucalion, der Beltana und der Mexico auch die entlegensten subantarktischen Inseln durchsucht, ein Aufwand, der bei der Suche nach einem Segelschiff beispiellos war. Die gecharterte Lars Riisdahl suchte die Küsten Südafrikas ab, ebenso suchte von Australien aus die Junee. Der britische Dampfer Halesius ging Gerüchten um eine Strandung bei Tristan da Cunha nach. Es fand sich aber weder damals noch später irgendetwas. Eine Meldung, dass Bewohner der Insel Tristan da Cunha das Schiff noch gesehen hätten, stellte sich als Verwechslung mit der unter finnischer Flagge fahrenden Viermastbark Ponape heraus. Die Vermutungen zur Unglücksursache reichen von einer nächtlichen Kollision mit einem Eisberg innerhalb eines gewaltigen Eisfeldes im Südatlantik während des Südsommers im Januar 1929 bis zum plötzlichen Kentern infolge einer harten Sturmbö aus ungünstigem Anströmwinkel, unterstützt durch den höheren Schwerpunkt infolge der Ballastfahrt. Die letzte Fünfmastbark der Welt wurde von Lloyd’s in London im Januar 1930 endgültig als verschollen erklärt.

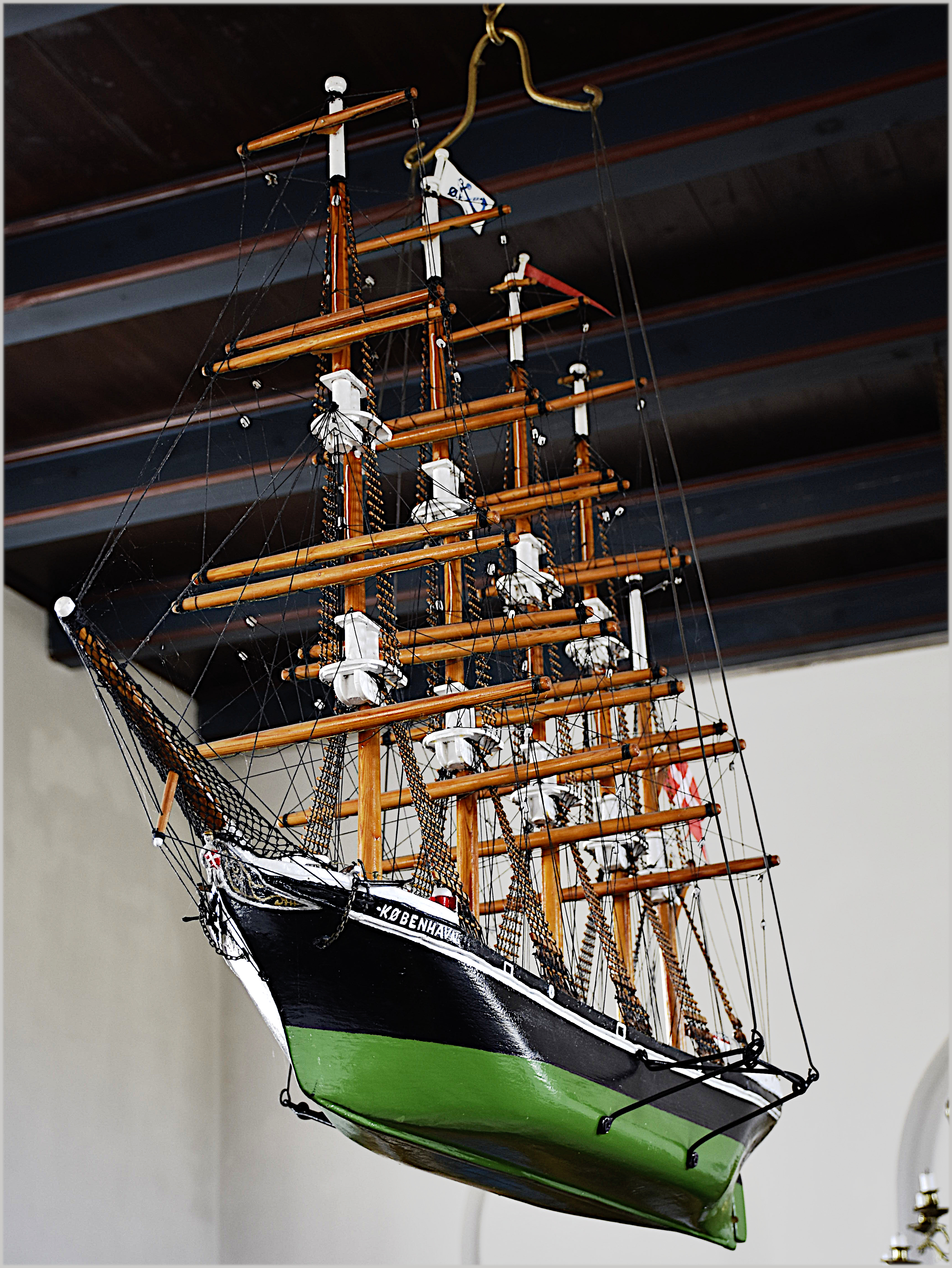
Schiffsmodell der København in der Kirche von Langør

Die Seeamtsverhandlung am 15. Oktober 1929 in Kopenhagen brachte keine neuen Erkenntnisse. Kritisiert wurde lediglich, dass nur neun Vollmatrosen an Bord waren (alles ehemalige Kadetten), was aber nicht als gravierend angesehen wurde – nach Ansicht des Seeamts war das Schiff gut bemannt.

## Technische Beschreibung

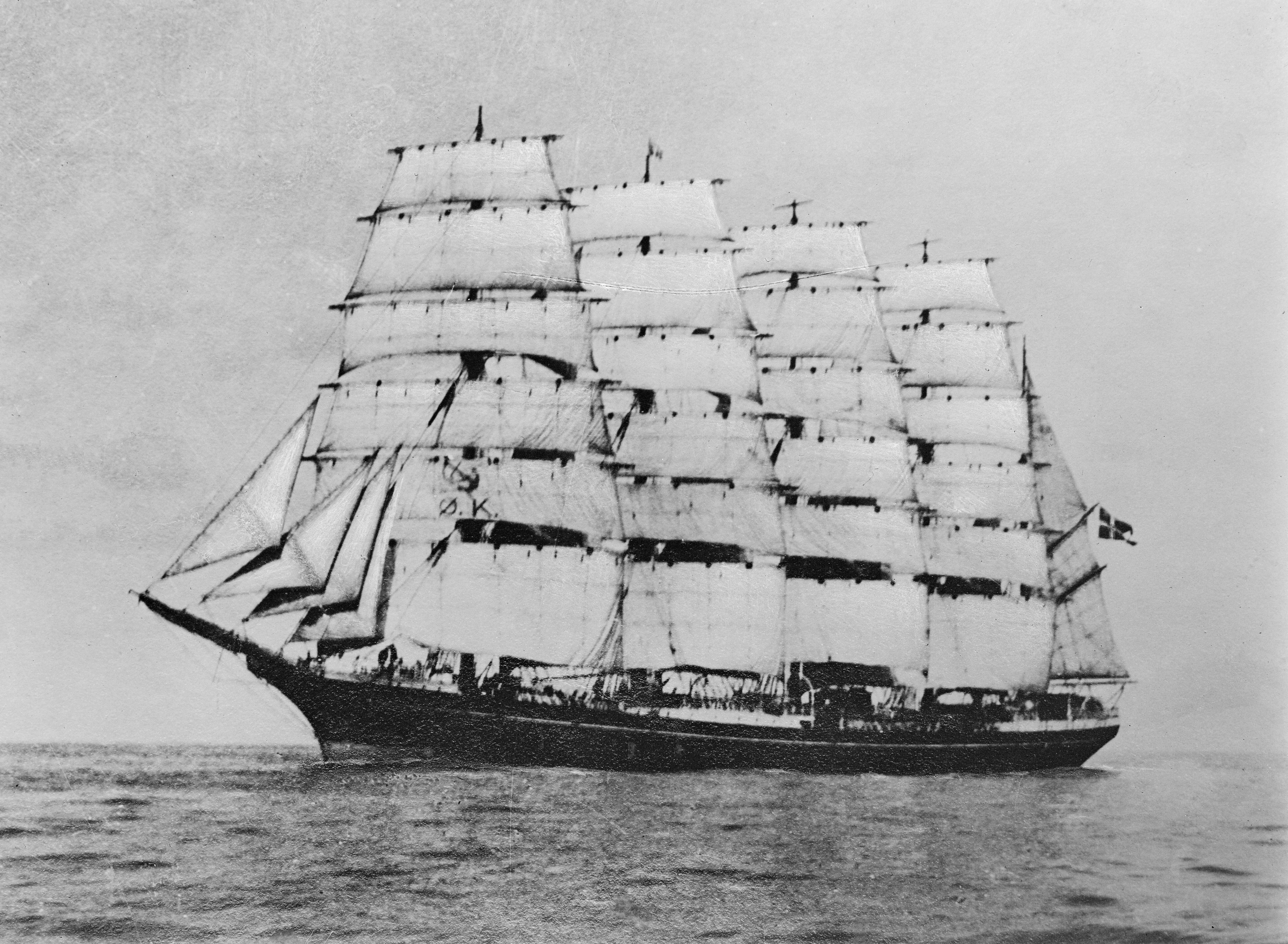
København unter vollen Segeln

Der aus Siemens-Martin-Stahl hergestellte Rumpf der Bark war in grün gehalten, das Schanzkleid schwarz, darunter verlief in Höhe der Hauptdeckslinie ein heller Streifen rund um das Schiff. Das Unterwasserschiff war rot. Bei ihrer Galionsfigur handelte es sich um einen Ritter in Kettenhemd, Helm und rot-weiß aufgeteiltem Gewand, eine Darstellung des angeblichen Gründers von Kopenhagen, Bischof Absalon von Lund. Mit der linken Hand hielt er einen mit dem Dannebrog verzierten Schild vor die Brust, die rechte Hand war mit einem Morgenstern bewaffnet nach unten gestreckt. Ähnlich der bei ihrer Planung als Vorbild dienenden Potosi hatte die København zwei durchgehende Stahldecks, deren oberes mit Teakholz beplankt war, sowie ein partielles Deck aus Stahl und Holz als Brückendeck. Weiterhin gab es ein Zwischendeck unterhalb des unteren durchgehenden Decks. Ihre Aufteilung als Dreiinselschiff fiel besonders durch eine 15 Meter kurze Back gegenüber einer extrem langen Poop von 25 Metern auf. Die bis zu 45 Kadetten der insgesamt aus bis zu 60 Mann bestehenden Mannschaft waren im Mittschiffsdeck untergebracht. Bei einer Länge über alles von 131,85 Metern, Breite von 14,94 m, einer Seitenhöhe von 8,70 Metern und einem Tiefgang von 8,14 Metern wurde das Schiff auf 3.901 Bruttoregistertonnen vermessen. Durch Lloyd’s Register of Shipping beziehungsweise das Bureau Véritas war das Schiff auf +100A klassifiziert worden.
Der Laderaum war durch stählerne wasserdichte Querschotts unterteilt, eine Maßnahme, die man vorgesehen hatte, nachdem das dänische Segelschulschiff Georg Stage im Nebel gerammt und mit vielen Opfern gesunken war (Später wurde die Georg Stage gehoben und erneut in Dienst gestellt).
Die fünf Masten der København waren im Bereich der Untermasten und Marsstengen aus Stahl gefertigt. Sie führte ein Standardrigg mit doppelten Mars- und Bramsegeln sowie Royalsegeln, an der höchsten Stelle von der Unterkante des Kiels bis zum Flaggenknopf gemessen 57,3 Meter erreichend.
Der Besanmast hatte eine Stenge und führte zunächst ein Ober- und Unterbesan mit zwei Gaffeln. 1927 wurde die doppelte Besangaffel gegen eine einfache ausgetauscht. Die Höchstgeschwindigkeit unter Segel betrug 16 Knoten.
Die zwei 3 Tonnen schweren Stockanker lagerten an Kranbalken auf der Back, das Schiff hatte doppelte Klüsen am Bug für die Ankerkette und das zugehörige Sicherungsseil. Der Hilfsdieselmotor der Marke Burmeister & Wain, eine 4,125 l Dieselmaschine mit 508 PS, war vor dem Besanmast unterhalb der Konstruktionswasserlinie eingebaut. Mit diesem konnte die København eine Höchstgeschwindigkeit von 6 Knoten erreichen. Ein Teil der Laderäume vor den Mittelmasten diente als Tanks. Diese Einbauten führten dazu, dass die effektive Ladekapazität auf 5.283 t reduziert wurde. Das Schiff war bereits mit einer Fernbereichsfunkanlage ausgerüstet, deren Rufzeichen NGHB lautete.
Die København war nicht nur zeitweise das größte Segelschiff der Welt, sondern auch sehr schnell. Nach Aussage ihres ehemaligen Kapitäns konnte sie auf Ballastreisen leicht 15 Knoten machen. An einem Tag konnte sie bis 300 Seemeilen zurücklegen, entsprechend einem Mittel von 12,5 Knoten. Dabei war es nicht ungewöhnlich, dass sie auch Dampfer auf gleichem Kurs überholte.

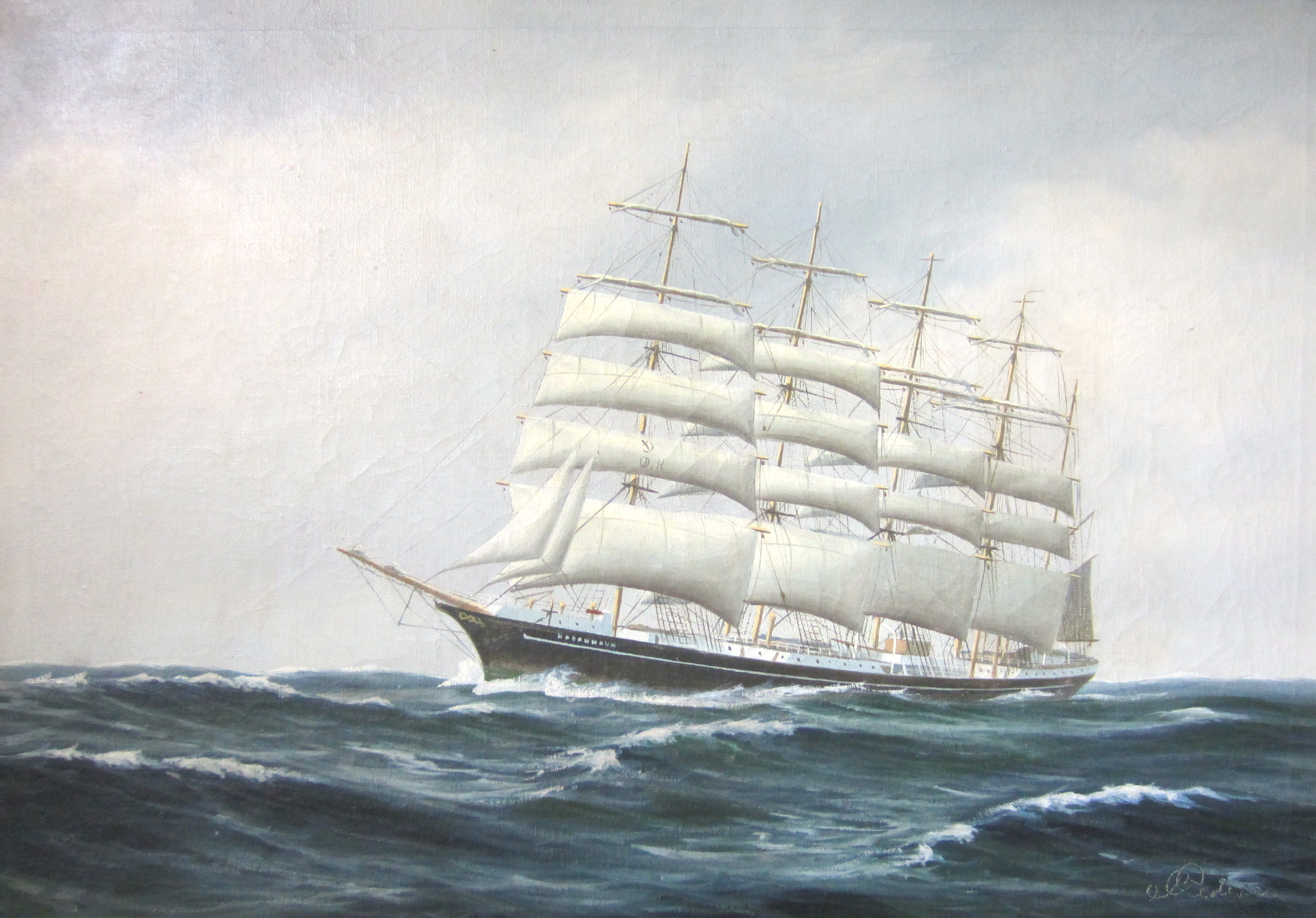
København, Gemälde von Peder Christian Pedersen